# Bragasellus incurvatus
Bragasellus incurvatus là một loài chân đều trong họ Asellidae. Loài này được Afonso miêu tả khoa học năm 1984.